# Lingua luvia
Il luvio è una lingua indoeuropea appartenente al sottogruppo luvio del ramo anatolico parlata a sud ovest della capitale dell'impero ittita, Ḫattuša, dal popolo dei Luvi. Le attestazioni più antiche risalgono al II millennio a.C., ma la lingua è attestata sino al I millennio a.C. e precisamente all'ottavo secolo, sotto forma di scrittura cuneiforme ed anche sotto forma di geroglifici (nel I millennio esclusivamente in questa seconda forma).

## Storia
Dalla loro terra d'origine, i parlanti luviti si diffusero gradualmente verso est in tutta l'Anatolia e contribuirono alla caduta, intorno al 1180 a.C., dell'Impero ittita, dove sembra essere stato ampiamente parlato durante questo periodo. Il luvio era anche la lingua degli Stati luvio-aramaici della Siria, come Milid e Karkemiš, e anche del regno anatolico centrale di Tabal, che fiorì intorno al 900 a.C..

## Caratteristiche

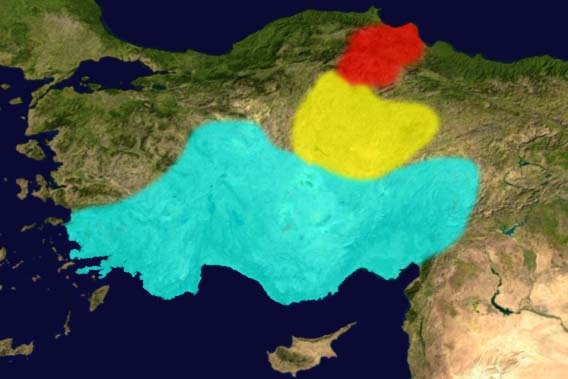
L'area in cui si parlava il luvio (in azzurro) nel II millennio a.C., accanto alle altre lingue anatoliche della regione: l'ittita (in giallo) e il palaico (in rosso)

Molto simile all'ittita, il luvio presenta alcune caratteristiche significative che lo differenziano dalla lingua parlata a Ḫattuša.
Il sistema nominale presenta un numero di casi limitato: nominativo, dativo, ablativo, accusativo e un genitivo non sempre attestato e spesso sostituito da un aggettivo genitivale in generale con desinenza -asi.
Il sistema verbale prevede due tempi (presente e passato), due modi (indicativo e imperativo), e un solo sistema di coniugazione.
Le particelle di inizio frase, tipiche dell'Anatolico sono presenti anche in luvio, e anche il sistema pronominale è piuttosto simile a quello dell'ittita.
Genealogicamente il luvio è strettamente imparentato alle altre lingue anatoliche, e tra queste in particolare al licio, al cario e, meno strettamente, al lidio; ipotesi di un suo legame con l'etrusco vengono avanzate a intervalli regolari da diversi studiosi, ma permangono numerosi problemi.

## Esempi
Esempi di lessico luvio:
- waiana- ("vino", luvio geroglifico), cfr. ittita wijana- ("id."), arabo ed etiopico wain ("id."), assiro īnu ("id."), ebraico yayn ("id."), proto-semitico *wainu ("vino"), prestito dall'indoeuropeo attestato in numerose famiglie.